# Mistrzostwa Europy w Lekkoatletyce 1938 – skok o tyczce mężczyzn

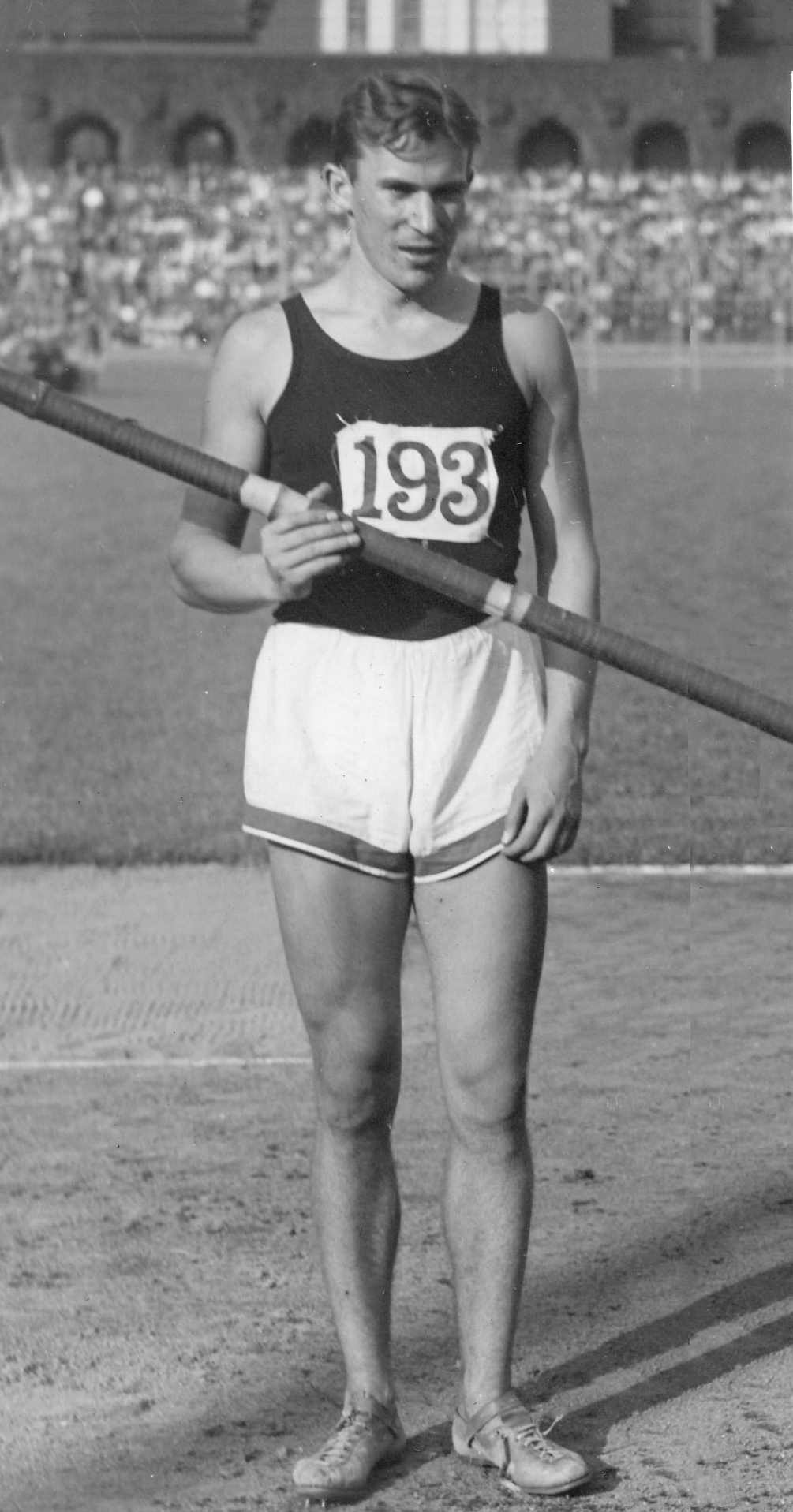
Bo Ljungberg

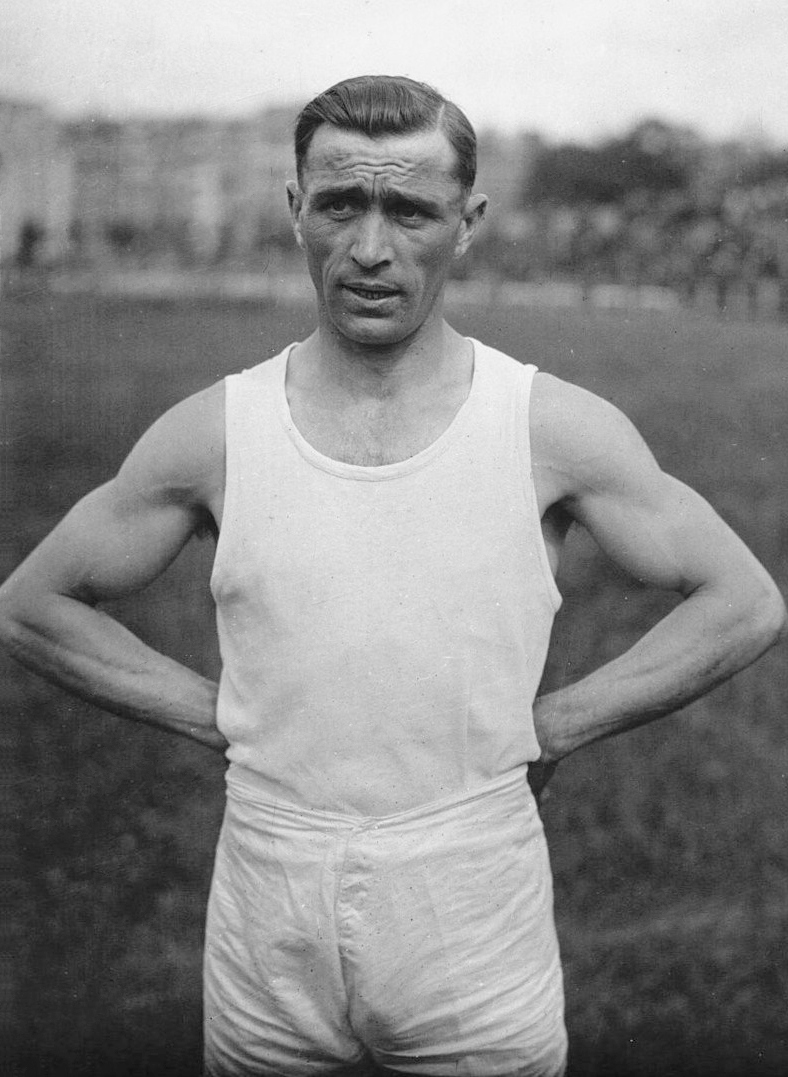
Pierre Ramadier

Skok o tyczce mężczyzn był jedną z konkurencji rozgrywanych podczas II Mistrzostw Europy w Paryżu. Został rozegrany w sobotę, 3 września 1938 roku. Zwycięzcą tej konkurencji został Niemiec Karl Sutter. W rywalizacji wzięło udział czternastu zawodników z dwunastu reprezentacji.

## Rekordy
| Rekord świata     | Bill Sefton (USA)    | 4,54 | Los Angeles, Stany Zjednoczone | 29.05.1937 |
| Rekord świata     | Earle Meadows (USA)  | 4,54 | Los Angeles, Stany Zjednoczone | 29.05.1937 |
| Rekord Europy     | Nikołaj Ozolin (SUN) | 4,26 | Moskwa, ZSRR                   | 17.06.1937 |
| Rekord Europy     | Charles Hoff (NOR)   | 4,25 | Turku, Finlandia               | 27.09.1925 |
| Rekord mistrzostw | Gustav Wegner (GER)  | 4,00 | Turyn, Włochy                  | 07.09.1934 |

## Wyniki
| Miejsce | Zawodnik           | Wynik | Uwagi |
| ------- | ------------------ | ----- | ----- |
| 1       | Karl Sutter        | 4,05  | CR    |
| 2       | Bo Ljungberg       | 4,00  |       |
| 3       | Pierre Ramadier    | 4,00  |       |
| 4       | Wilhelm Schneider  | 4,00  |       |
| 5       | Mario Romeo        | 4,00  |       |
| 6       | Aulis Reinikka     | 3,90  |       |
| 7       | Richard Webster    | 3,80  |       |
| 8       | Richard Kiipsaar   | 3,70  |       |
| 9       | Ernst Larsen       | 3,70  |       |
| 10      | Svend Aage Thomsen | 3,70  |       |
| 11      | Robert Vintousky   | 3,50  |       |
| 12      | Carol Eilhardt     | 3,50  |       |
| –       | Frans van Peteghem | NM    |       |
| –       | Viktor Zsuffka     | NM    |       |